# Тъмна нощ (песен)
„Тъмна нощ“ (на руски: Тёмная ночь) е лирическа песен от композитора Никита Богословски и поета Владимир Агатов, създадена специално за филма „Двама бойци“ през 1943 г. Песента придобива огромна популярност в СССР и е една от най-популярните от времето на Втората световна война.

## История на създаването
Снимките на филма „Двама бойци“ се правят през 1943 г. в Ташкент. При заснемането на сцената с написването на писмо от войника и няколко неудачни опита изведнъж решават, че може да раздвижат обстановката с помощта на подходяща песен. Композиторът Богословски веднага създава мелодията. След това бързо се създава текстът и още същата вечер с Марк Бернес се изготвя фонограмата на песента, а сцената е заснета на другия ден. Песента е изпята във фронтова землянка по време на дъжд и течащ покрив.

## Текст
Тёмная ночь, только пули свистят по степи,
Только ветер гудит в проводах, тускло звёзды мерцают.
В тёмную ночь ты, любимая, знаю, не спишь,
И у детской кроватки тайком ты слезу утираешь.
Как я люблю глубину твоих ласковых глаз,
Как я хочу к ним прижаться сейчас губами!
Тёмная ночь разделяет, любимая, нас,
И тревожная, чёрная степь пролегла между нами.
Верю в тебя, в дорогую подругу мою,
Эта вера от пули меня тёмной ночью хранила…
Радостно мне, я спокоен в смертельном бою,
Знаю встретишь с любовью меня, что б со мной ни случилось.
Смерть не страшна, с ней встречались не раз мы в степи.
Вот и теперь надо мною она кружится.
Ты меня ждёшь и у детской кроватки не спишь,
И поэтому знаю: со мной ничего не случится!

## Изпълнители
Песента е една от най-изпълняваните по различно време и от различни изпълнители, някои от които са:
- Дима Билан
- Лусине Геворкян
- Борис Гребеншчиков
- Людмила Гурченко
- Земфира
- Кипелов (група)
- Йосиф Кобзон
- София Ротару
- Дмитрий Хворостовски

и много други.